# 사천 세종대왕 태실지
사천 세종대왕 태실지(泗川 世宗大王 胎室地)는 경상남도 사천시 곤명면 은사리, 조선 제4대 세종대왕(재위 1418∼1450)의 태(胎)를 봉안하는 태실이 있던 곳이다. 1975년 2월 12일 경상남도의 기념물 제30호 세종대왕 태실지로 지정되었다가, 2018년 12월 20일 현재의 명칭으로 변경되었다.

## 개요
조선 제4대 세종대왕(재위 1418∼1450)의 태(胎)를 봉안하는 태실이 있던 곳이다.
조선 왕실에서는 태를 사람 신체 가운의 근원이라고 생각한 도교사상과 풍수지리설에 바탕을 두고, 왕자나 공주가 태어났을 때 태를 묻기 위해 태실도감을 설치하였다. 그리고 태를 봉안할 명당을 물색하고 안태사를 보내어 태를 안치하였다. 특히 다음 왕위를 이어갈 왕자나 왕세손 등의 태실은 석실을 만들어 보관하였다.
세종대왕의 태실은 정유재란(1597) 때 왜적에 의해 도굴, 파손되어 선조 34년(1601)에 대대적인 수리를 하였으며, 영조 9년(1733)에는 태실비를 세우고 태실을 수리한 기록문서 『태실수의궤』를 남겼다. 그 후 일제의 식민정책으로 1929년에 태실의 소유자인 경복궁이 태실임야를 모두 민간인에게 팔고, 태실은 경기도 양주로 옮겨갔다고 한다.
현재 세종대왕의 태실터에는 민간인의 무덤이 들어섰으며, 태실비와 태실석재 일부만이 한데 모아져 보호되고 있다.

## 참고 문헌
- 세종대왕태실지 - 국가유산청 국가유산포털